# Хэрриот, Дональд
Дональд Ричард Хэрриот (4 февраля 1928 — 8 ноября 2007) — американский физик, внёс весомый вклад в интерферометрию, что ппривело в дальнейшем в создании литографии с высоким разрешением. Был одним из пионеров создания гелиево-неонового лазера (вместе с Уильямом Беннетом и А. Джаваном. Был также президентом Американского оптического общества (1984).

## Биография
С 1949 по 1956 год, ещё во время учебы в университете Рочестера, Хэрриотт поступил на работу в компанию Бауш и Ломб англ. Bausch & Lomb, где специализировался на тонких пленках и интерферометрии. В 1956 году он был принят в Bell Labs, чтобы работать над измерениями линз, оптическими хранилищами информации и консультировать по широкому спектру вопросов оптических программ. Шесть лет спустя Хэрриотт стал членом группы, которая изобрела первый непрерывно работающий лазер, использующий гелий-неоновую смесь в качестве рабочего тела. 
Хэрриотт проработал в Bell Labs до 1981 года, где, в конечном счете, возглавив группу создания литографических систем, которая разрабатывала оптические, электронно-лучевые и рентгеновские методы создания масок для интегральных схем. В этот период он также работал над разработкой фазоизмерительной интерферометрии и новых методов сборки линз. За время работы в Bell Labs Хэрриотт получил 35 патентов, в том числе на гелий-неоновый лазер, оптику для изготовления масок интегральных схем, электронную литографическую систему EBES (англ. e-beam exposure) и методы измерения волнового фронта. В 1981 году Хэрриотт перешёл на работу в компанию англ. Perkin Elmer в качестве старшего научного консультанта.
В 1968-1970 годах Хэрриотт входил в Совет директоров OSA. Он был научным сотрудником, а также членом Исполнительного комитета, председателем технической группы по лазерам, заместителем редактора научного журнала JOSA и председателем его редакционного совета и комитета по публикациям.
За свою работу Хэрриотт получил множество наград и почетных званий, в том числе премию Йозефа Фраунгофера, премию "100 лучших продуктов в области промышленных исследований" и награду Совета по исследованиям и разработкам штата Нью-Джерси "Выдающийся патент года".  Он также получил премию IEEE имени Кледо Брунетти за вклад в микролитографию и патентную премию Томаса Алвы Эдисона.  Он также был избран членом Национальной инженерной академии.